# Sobór św. Mikołaja w Starobielsku
Sobór św. Mikołaja – zabytkowy prawosławny sobór w Starobielsku, druga katedra eparchii siewierodonieckiej Ukraińskiego Kościoła Prawosławnego Patriarchatu Moskiewskiego.
W 1858 r. Świątobliwy Synod Rządzący wydał dekret o wzniesieniu w Starobielsku cerkwi pod wezwaniem św. Mikołaja – patrona zmarłego 3 lata wcześniej cara Mikołaja I. Prace budowlane miały miejsce w latach 1859–1862, poświęcenia obiektu dokonano w 1866 r.
W latach 30. XX w. władze komunistyczne zamknęły cerkiew, nie została jednak zniszczona i już w 1944 r. wznowiono w niej odprawianie nabożeństw. Na przełomie lat 80. i 90. XX w. wymieniono dach świątyni oraz wzniesiono w sąsiedztwie budynek administracyjny, mieszczący m.in. szkołę niedzielną i kaplicę. W latach 1991–1992 odnowiono wnętrze cerkwi, m.in. ozdobiono ściany freskami.
W 1991 r. świątynia otrzymała status soboru; została drugą katedrą eparchii ługańskiej, a w 2007 r. – siewierodonieckiej. 5 maja 2016 r. obiekt został konsekrowany przez arcybiskupa siewierodonieckiego i starobielskiego Nikodema.

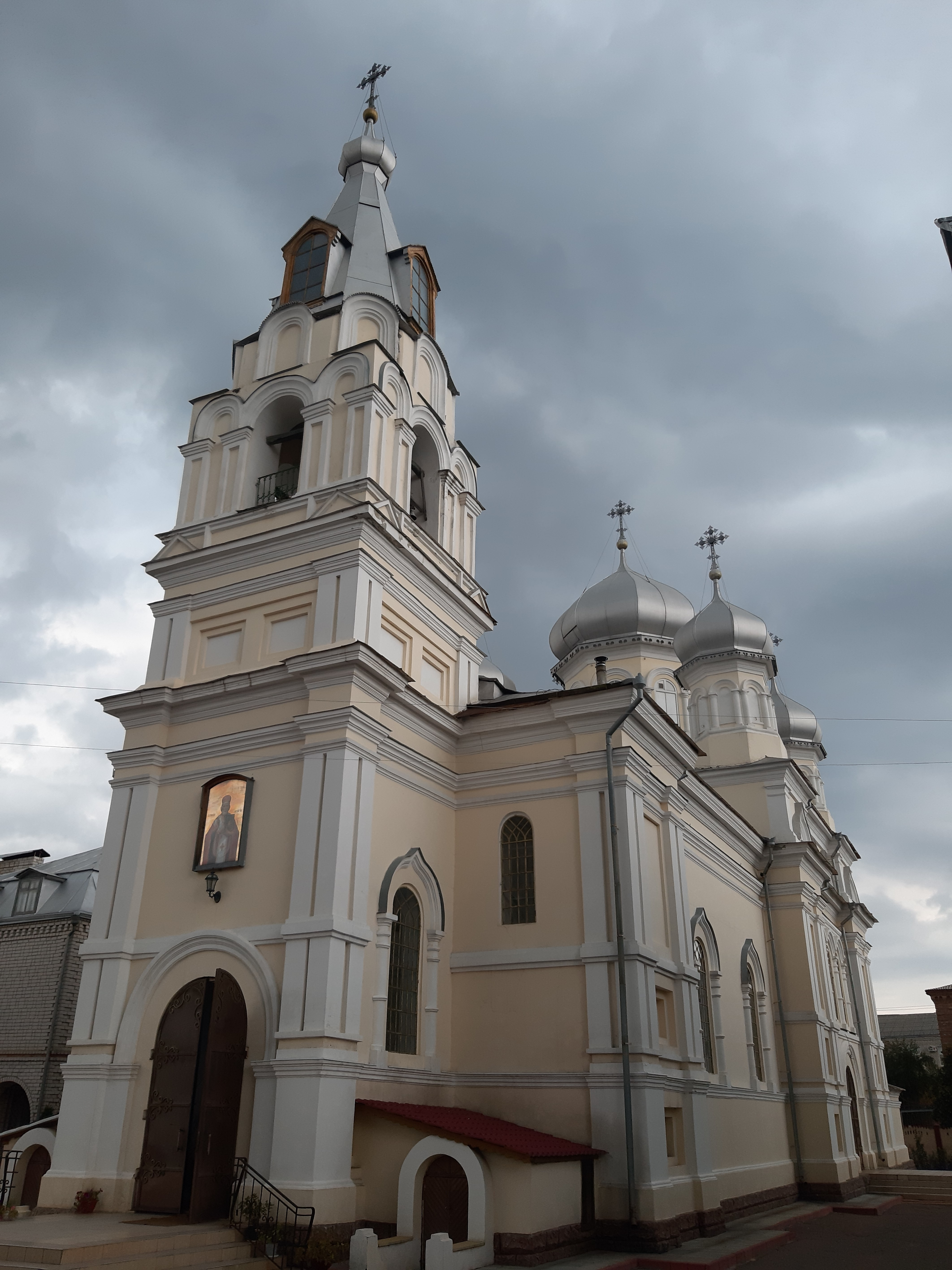
Sobór od frontu
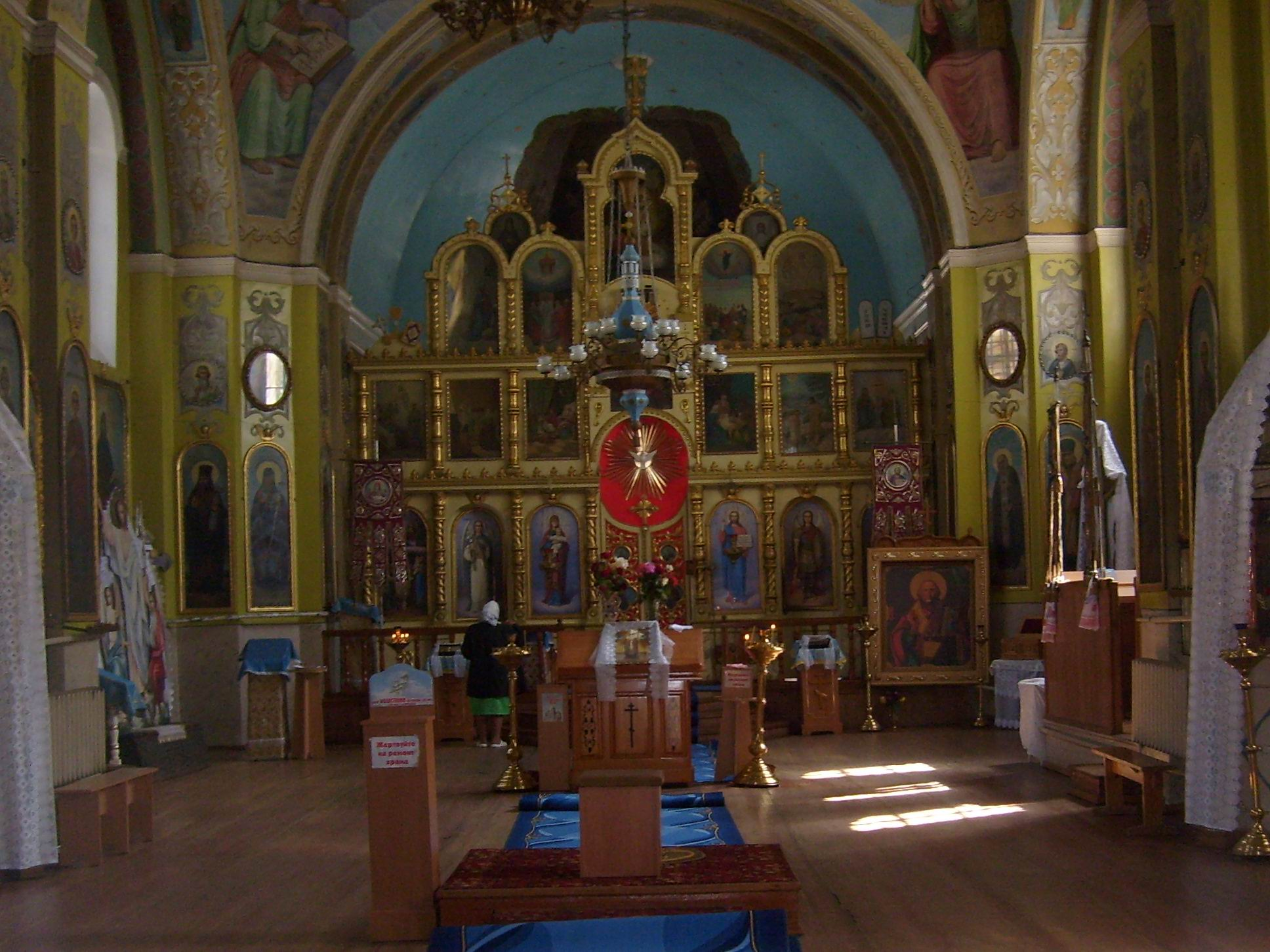
Wnętrze soboru